# Synagoga w Izbicy
Synagoga w Izbicy – dawna synagoga znajdująca się w mieście Izbica, w powecie krasnostawskim, w województwie lubelskim.
Była to budowla murowana i powstała w 1855 roku. W 1879 roku, z niewyjaśnionych przyczyn bożnica spłonęła. Siłami finansowymi izbickich Żydów budynek został jednak szybko odbudowany. Przez okres do I wojny światowej, a następnie dwudziestolecia międzywojennego, nieprzebudowywana bóżnica służyła izbickim Żydom. Przetrwała do kwietnia 1943 roku, kiedy to hitlerowcy zniszczyli ją podczas likwidacji getta w Izbicy. Jej ruiny zostały po zakończeniu wojny rozebrane przez miejscową ludność.
Był to duży, piętrowy budynek podzielony na część, w której mogły modlić się tylko kobiety (piętro z oknami łukowymi) oraz miejsce, gdzie modlili się jedynie mężczyźni (parter razem z prostokątnymi oknami).